# Paris luquanensis
Paris luquanensis är en nysrotsväxtart som beskrevs av Hen Li. Paris luquanensis ingår i släktet ormbärssläktet, och familjen nysrotsväxter. Inga underarter finns listade.